# Butzen (Heraldik)
Als Butzen wird in der Heraldik das kreisrunde dargestellte Blüteninnere einer stilisierten heraldischen Blume in der Draufsicht, wie zum Beispiel bei der Rose, genannt. 
Diese Samenkapsel  wird auch als Samenbutzen bezeichnet. Mit vielen Begriffen ist der Butzen in der Wappenkunde belegt worden: Bolzen, Putzen, Plätzlein, Knopf und  Plötzlein. Hervorgehoben wird er durch eine meist abstechende Tinktur. Im Regelfall ist das Gold. Er muss dann bei der Wappenbeschreibung besonders erwähnt werden. 

## Beispiele

Goldener Butzen in einer silbernen Rose im Wappen des Schwedter Ortsteils Vierraden
Silberne Butzen in zwei blauen Kornblumen im Wappen der Gemeinde Langenberg (Kreis Gütersloh)
Silberner Butzen in einer silbernen Rose im Wappen der Stadt Friedrichsdorf, Hessen
Silberne Butzen in zwei goldenen sechsblättrigen Blüten im Wappen von Mayotte, Frankreich